# اما بارون
اما بارون (ایتالیایی: Emma Baron؛ ‏۱۹ اکتبر ۱۹۰۴ – ۱۴ اکتبر ۱۹۹۹) بازیگر اهل ایتالیا بود.
از فیلم‌هایی که وی در آن نقش داشته‌است، می‌توان به دوبار شلیک کن، دو زن، باراباس، آنا از بروکلین، نامزدشده، اولین عشق، شب‌های داغ دون ژوان و داستان عشق اشاره کرد.